# Robert Fossaert
 (juin 2013).
Robert Fossaert est un sociologue et économiste français, né le 14 février 1927 à Rosendaël, commune désormais incorporée dans la ville de Dunkerque et décédé le 26 février 2015 à Saint-Germain-en-Laye.

## Biographie
Après des études de droit et d’économie, il participe à l’équipe de Claude Gruson au ministère des Finances. Cette équipe forme un Service des études économiques et financières (SEEF) qui deviendra la Direction de la Prévision, puis sera intégrée à l'INSEE. Là, il se familiarise avec les concepts budgétaires, comme avec la macro-économie. Inspiré par cette expérience, il publie en 1961 L’Avenir du capitalisme, son premier ouvrage.
À la demande de Claude Alphandery qui s'emploie à moderniser une petite banque familiale spécialisée dans l’immobilier, il participe pendant une quinzaine d'années à l'état-major de ce groupe. Parallèlement, il fonde aux éditions du Seuil, une collection intitulée Société où une cinquantaine d’ouvrages seront publiés de 1964 à 1975. Rédigés par des praticiens plutôt que par des universitaires, ces ouvrages, sont appréciés par les étudiants. Il publie dans la collection, sous le nom de plume Jacques Lavrillère, L'Industrie des banquiers (1966).
Tout en militant dans les groupes qui essaient de rénover la gauche française, notamment le Cercle Condorcet, Fossaert publie la longue série de livres visant à une théorie générale de la société (le titre de chaque tome le rappelant) qui est référencée ci-après. Tous ces ouvrages sont parus aux éditions du Seuil. Par la suite, ils ont été republiés sur le site canadien Les Classiques des sciences sociales (voir ci-dessous dans Ressources) qui est en accès libre ; il en va de même pour la plupart des autres ouvrages cités ci-dessous dans Publications. En 1981, après la victoire de la gauche aux élections présidentielle et parlementaires, Fossaert est nommé par François Mitterrand à la tête d’une banque nationalisée. L’expérience est amère. Fossaert démissionne et publie en 1985 La Nationalisation des chrysanthèmes.
Tout en continuant de participer activement à maints cercles et clubs où se poursuivent les débats et investigations visant à libérer la gauche des séquelles du colonialisme et des tentations récurrentes du nationalisme, Fossaert élargit son champ de recherche en mobilisant des savoirs venus des diverses sciences sociales, au service d'une macrosociologie qui s'efforce de situer chaque étude particulière dans l'histoire et le devenir d'un système mondial où la petite France ne pourra redevenir un acteur important que si elle aide à la maturation d'une Europe aussi unie qu'il sera possible - et aussi différente des États-Unis qu'il se pourra.

## Publications
- L'Avenir du capitalisme, Seuil, 1961
- Le Contrat socialiste, Seuil, 1969
- La Société, tome I : Une théorie générale, Seuil, 1977
- La Société, tome II : Les Structures économiques, Seuil, 1977
- La Société, tome III : Les Appareils, Seuil, 1978
- La Société, tome IV : Les Classes, Seuil, 1980
- La Société, tome V : Les États, Seuil, 1981
- La Société, tome VI : Les Structures idéologiques, Seuil, 1983
- La Nationalisation des chrysanthèmes, 1985
- L'Occident?, Hérodote, 1986
- Le Monde au XXIe siècle : une théorie des systèmes mondiaux, Fayard 1991
- Cent millions de français contre le chômage (avec Michel-Louis Lévy), Stock 1992
- L'Avenir du socialisme, Stock, 1996
- Civiliser les États-Unis, Les Classiques des sciences sociales, 2003
- Un sous-ensemble du système mondial : le Proche et Moyen-Orient, Les Classiques des sciences sociales, 2004
- L'Europe ou les Europes ?, Les Classiques des sciences sociales, Les Classiques des sciences sociales, 2005
- Inventaire du XXIe siècle, tome I : La Dynamique du système mondial, Les Classiques des sciences sociales, 2005
- Inventaire du XXIe siècle, tome II : Les Principales Transformations, Les Classiques des sciences sociales, 2005
- L'Invention du XXIe siècle, Les Classiques des sciences sociales, 2007
- Ma seconde crise mondiale, Les Classiques des sciences sociales, 2009
- Trois essais : L'automne américain; L'été chinois. L'hiver européen, Les Classiques des sciences sociales, 2011
- La Première Crise mondiale du XXIe siècle, Les Classiques des sciences sociales, 2012